# Chambre de bonne

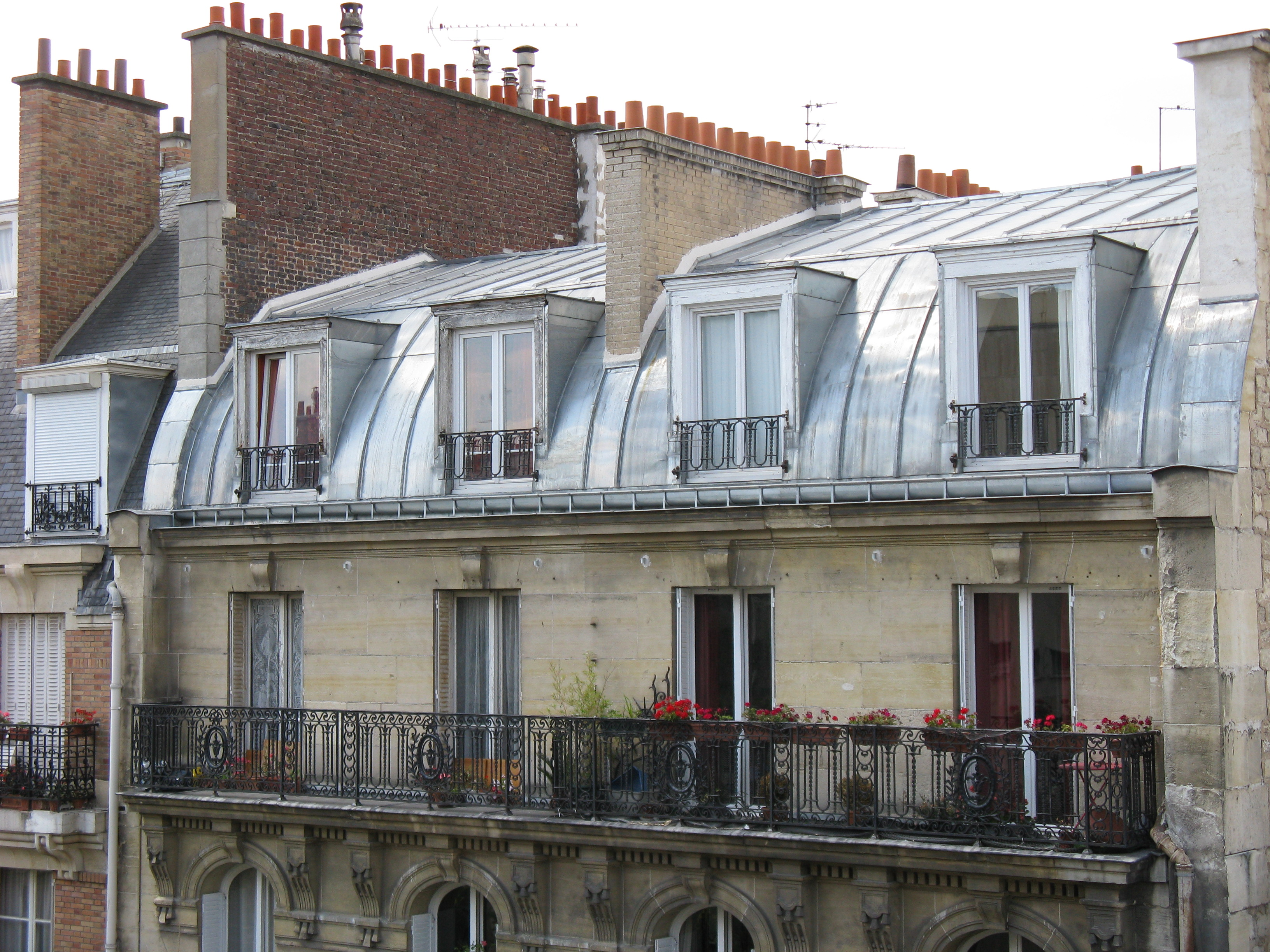
Chambres de bonnes, caractéristiques des toits de Paris.

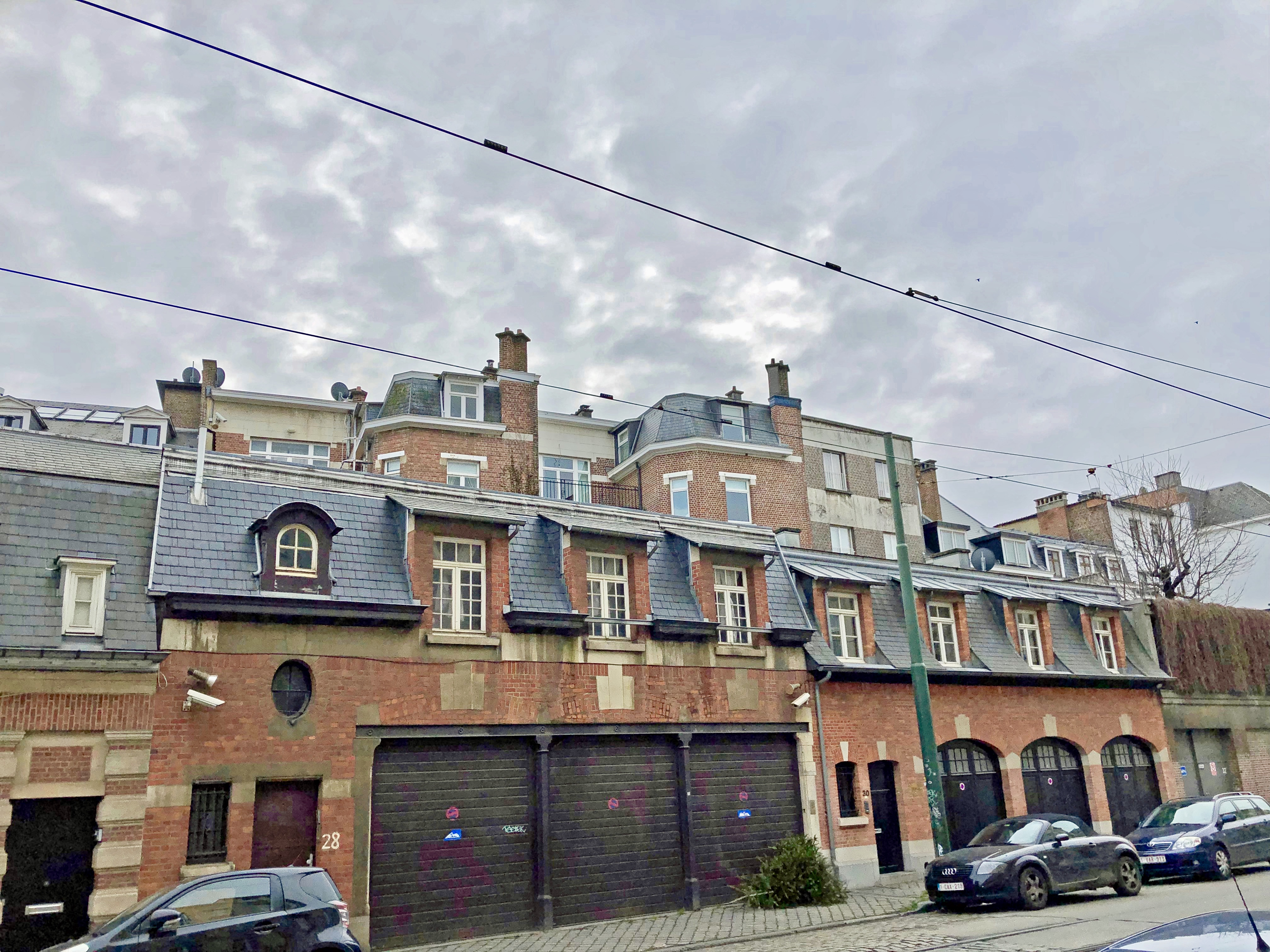
Les chambres de bonnes et garages pour chauffeurs du square du Bois (Bruxelles)

Une chambre de bonne est une pièce séparée d'un appartement au sein d'une maison bourgeoise, généralement aménagée sous les combles, éclairée par des fenêtres de toit et, généralement accessible par des escaliers spécifiques dits de service, initialement conçue pour servir de chambre à l'un des domestiques engagés par la famille occupant le reste de l'habitation (une « bonne à tout faire » dans le langage familier, d'où le nom).

## Contexte
Étant donné le niveau social des occupants auxquels elles étaient destinées, les chambres de bonne se caractérisent par un espace très exigu (d'autant plus qu'elles sont souvent en soupente), et un confort minimal, les toilettes étant par exemple généralement installées sur le palier pour être partagées avec tous les autres occupants de l'étage. Les chambres de bonne furent cependant un progrès par rapport à la situation précédente, puisque la bonne pouvait auparavant dormir sur un matelas installé par terre dans la cuisine dans certaines familles de la toute petite bourgeoisie. C'est une loi de 1906 qui, en France, commença à réglementer le logement des domestiques, à la suite de nombreux abus. 

## Une création tardive
Les chambres de bonnes apparaissent à Paris vers 1830. En effet, c'est à cette époque que se met en place une société hiérarchisée empêchant les domestiques de dormir dans le même espace que leurs maîtres.

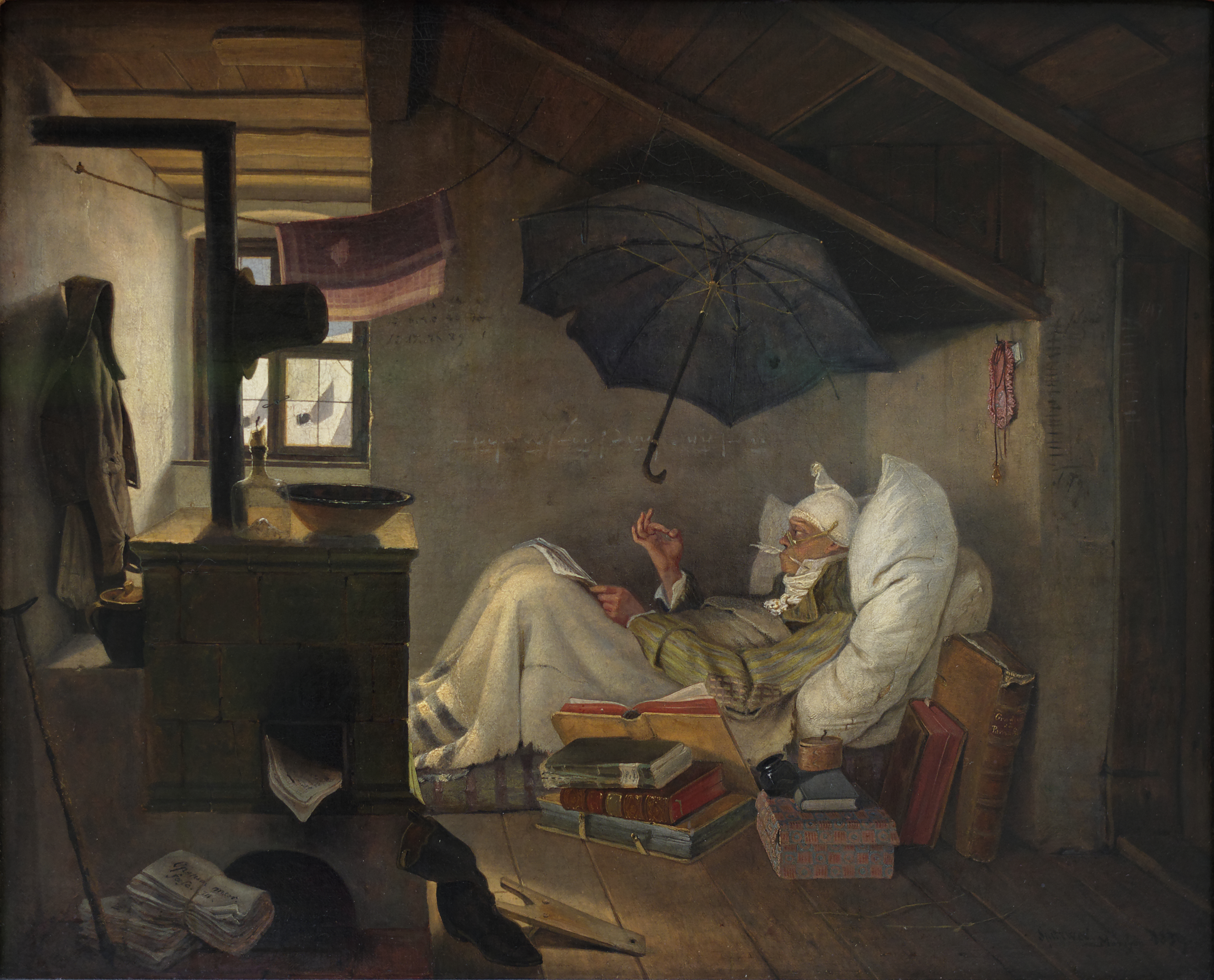
Le Pauvre Poète, tableau de Carl Spitzweg (1839).

## Vie des domestiques
Les conditions de vie dans les chambres de bonne sont souvent jugées scandaleuses et dénoncées comme telles : ainsi Jules Simon, ou le professeur Paul Brouardel de l'Académie de médecine, ou encore Juillerat, l'inventeur du Casier sanitaire des maisons de Paris et le docteur Héricourt : « Il est impossible de ne pas protester contre le logement des domestiques, qui est une des hontes de notre civilisation, un des plus gros scandales de l'hygiène […] ».
L'exposition de la tuberculose de 1906 compare une chambre de bonne du 8e arrondissement de Paris avec une cellule de la prison de Fresnes : la cellule de prison est habitable et salubre, pas la chambre de bonne.
Cependant, il arrivait aussi que la chambre de bonne soit vécue par les domestiques comme un espace de relative intimité dont ils étaient jusque-là dépourvus : dans le cas typique de la jeune bonne arrivant de sa province rurale, celle-ci n'avait connu qu'un logement familial et collectif à la ferme, et découvre une certaine indépendance grâce à la chambre de bonne. N'habitant plus directement dans l'appartement des maîtres, elle peut sortir à sa guise – ce point est toutefois grandement atténué par le faible nombre d'heures de liberté, le service prenant l'essentiel du temps. 
Il convient aussi de préciser que l'isolation des chambres de bonne les unes par rapport aux autres est souvent très mauvaise, les cloisons étant fort minces. Il se développe à ce sujet dans la littérature bourgeoise de la Belle Époque un certain fantasme de la chambre de bonne, où les ébats des domestiques entre eux seraient faciles, et écoutés par leurs voisins. 
De par leur situation sous la toiture, les chambres de bonne sont par ailleurs la partie de l'immeuble la plus chaude l'été, et la plus froide l'hiver.
Vers la fin du XIXe siècle, de plus en plus de chambres de domestiques seront installées à l'étage des maîtres, par souci de salubrité, sous l'effet conjugué de la charité et de la peur des maladies contagieuses, à une époque où les médecins sensibilisent l'opinion publique sur la tuberculose.

## Actuellement
De nos jours, avec la disparition de la domesticité, ces locaux sont souvent loués à des personnes ayant des revenus modestes, en particulier des travailleurs pauvres et des étudiants. À cause de leurs connotations négatives, souvent aujourd'hui les propriétaires annoncent leurs chambres de bonnes sous la rubrique studettes (diminutif de studio, appartement d'une seule pièce).
Dans ce but, il est tentant de vouloir les aménager pour les doter du confort moderne (douche, sanitaire…) mais il ne faut pas oublier que ces petits espaces sont alors soumis aux nuisances engendrées par un mode de vie pour lequel ils n'ont pas été conçus (production de quantités importantes de vapeur d'eau, nuisances sonores, etc.). Ils créent des charges nouvelles que ne compense pas la modicité de leur contribution à l'entretien des bâtiments qui les abritent.
Une autre solution consiste à réunir plusieurs chambres de bonne, afin de créer un appartement confortable voire luxueux, qui peut alors être loué ou vendu au prix d'un appartement familial.

## Réglementation
Les chambres de bonne ont fait l'objet de réglementations sanitaires, préservant la qualité de vie et la santé de l'occupant. Au début du XXe siècle le Règlement sanitaire de la Ville de Paris de 1904 exigeait une surface minimale de 8 m2 mesurée à 1,30 m du sol, un volume de 20 m3, il stipulait en outre : « Chaque pièce sera munie d'un tuyau de fumée et sera aérée directement par une ou plusieurs baies dont l'ensemble devra présenter une section totale au moins égale au huitième du sol de ladite pièce ». Au milieu du XXe siècle, on exigeait du point de vue de l'architecture une surface minimale de 9 m2, un volume de 20 m3 et une surface de baies supérieure au huitième de la surface.
Le décret de 2002 interdit de louer une surface de moins de 9 m2 et 20 m3 pour habitation principale mais n'interdit pas de louer ce type de surface à titre de résidence secondaire ou en location saisonnière, tant que le règlement sanitaire de la commune est respecté.